# Bathysauridae
Hagedisvissen (Bathysauridae) zijn een familie van straalvinnige vissen uit de orde van Draadzeilvissen (Aulopiformes).

## Geslachten
- Bathysaurus Günther, 1878